# Taylor Gang Entertainment
Taylor Gang Entertainment (meglio conosciuta come Taylor Gang) è un'etichetta discografica indipendente di Pittsburgh fondata dal rapper Wiz Khalifa nel 2006. Inizialmente è nata come fan club del fondatore. È specializzata nella musica hip hop ed è anche una linea di abbigliamento. Il nome Taylor deriva dalla passione di Wiz verso le Chuck Taylor All-Stars, mentre altri dicono che sia dovuto al nome della scuola che Khalifa frequentava quando ha creato il movimento, ovvero la Taylor Allderdice High School.

## Storia
La Taylor Gang fu originariamente coniata nel 2006 per riferirsi a "Taylor's" che sono sostenitori di Wiz Khalifa. Taylor Gang Ent. è stata fondata nel 2008 da Khalifa come gruppo. L'etichetta discografica prende il nome dalla alma mater di Khalifa, la Taylor Allderdice High School, e dalla sua affinità con le sneakers Converse Chuck Taylor All-Star. L'entità divenne in seguito una società di intrattenimento completa comprendente case discografiche, servizi di gestione, produzione e film. Chevy Woods, Berner e Tuki Carter hanno firmato tutti per l'etichetta discografica nel 2011. Nel dicembre 2012, Juicy J è entrato a far parte della società di intrattenimento. Nel 2013, Ty Dolla $ign è entrata a far parte dell'azienda. Nel 2014, JR Donato ha firmato per l'etichetta. King Ken e Kmatic KelZ hanno firmato con l'etichetta all'inizio del 2016.
L'etichetta discografica si raddoppia anche come super gruppo e ha annunciato l'intenzione di pubblicare un album come gruppo nel 2016.

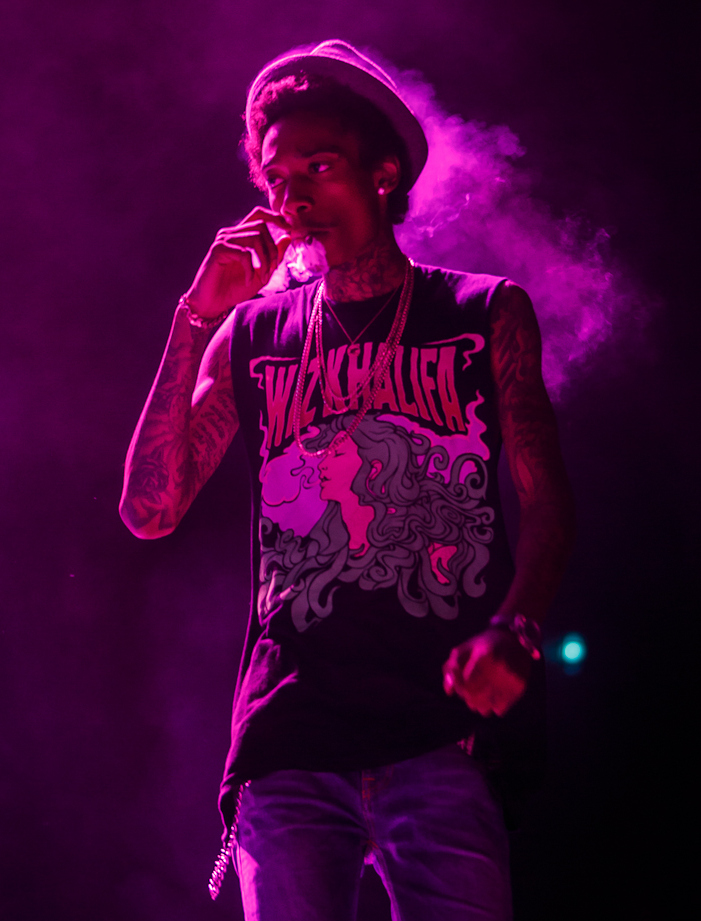
Wiz Khalifa al "Under The Influence Tour" nel 2012

Taylor Gang Ent. è in collaborazione con dei marchi per creare accordi di licenza, in particolare Grenco Science nel 2014 per una serie di vaporizzatori e Neff per produrre una collezione di 26 pezzi speciali composta da T-shirt, felpe e cappelli. L'etichetta ha firmato un accordo di distribuzione con la Atlantic Records anche se alcuni artisti sull'etichetta sono ancora distribuiti da EMPIRE.

## Membri

### Corrente
- Wiz Khalifa
- Juicy J
- Project Pat
- Ty Dolla $ign
- DJ Bonics
- Chevy Woods
- Berner
- Skate Maloley
- Tuki Carter
- JR Donato
- Raven Felix
- Sosamann
- Kris Hollis
- Trap XL
- Deji Joung
- THEMXXNLIGHT
- DJ Motormane
- Dan Folger (Fotografo)
- Loodyboy (Manager)
- Will Dzombak (Manager)
- Nateyball (Manager)
- Ricky P (Produttore)
- Sledgren (Produttore)
- TM88 (Produttore)
- Cozmo (Produttore)
- RMB Justize (Produttore)

### Ex
- Lola Monroe
- Cardo (Produttore)
- Jimmy Wopo (deceduto)

## Mixtapes
Wiz Khalifa
- 2006: Prince of the City - Welcome to Pistolvania
- 2008: Prince of the City 2
- 2008: Grow Season
- 2008: Star Power
- 2009: Flight School
- 2009: How Fly (with Curren$y)
- 2009: Burn After Rolling
- 2010: Kush & Orange Juice
- 2011: Cabin Fever
- 2012: Taylor Allderdice
- 2012: Live In Concert (with Curren$y)

Chevy Woods
- 2010: Pilot Shit
- 2011: Red Cup Music
- 2011: The Cookout (with Wiz Khalifa)
- 2012: Gangland

Juicy J
- 2011: Blue Dream & Lean (Hosted by DJ Scream)
- 2012: Blue Dream & Lean: Reloaded
- 2017: Gas Face

LoLa Monroe
- 2012: Crown Ain't Safe

Berner
- 2012: Urban Farmer

Neako
- 2011: The Number 23
- 2012: LVLZebra

Tuki Carter
- 2012: Atlantafornication